# 실리 (바둑)
실리는 실질적인 이득 또는 '자기 소유로 확신할 수 있는 공간'이다. 집과 집이 될 가능성이 큰 공간, 따낸돌을 포함한 획득가치의 총체를 뜻한다. 실리바둑은 귀와 변의 실질적인 이익을 추구하는 점에서 중앙으로의 확장 또는 발전을 지향하는 세력바둑과 구별된다.